# Tenextepango
Tenextepango är en ort i Mexiko.   Den ligger i kommunen Ayala och delstaten Morelos, i den sydöstra delen av landet, 80 km söder om huvudstaden Mexico City. Tenextepango ligger 1 158 meter över havet och antalet invånare är 8 083.
Terrängen runt Tenextepango är kuperad västerut, men österut är den platt. Runt Tenextepango är det ganska tätbefolkat, med 239 invånare per kvadratkilometer. Närmaste större samhälle är Cuautla Morelos, 9,4 km norr om Tenextepango. Omgivningarna runt Tenextepango är en mosaik av jordbruksmark och naturlig växtlighet.